# Forma (algebra)
A forma vagy alak az algebrában a homogén polinomok egy típusa. Definíció szerint egy forma egy két- vagy többváltozós polinom, melynek minden tagja azonos fokú. A fogalmat 1782-ben vezették be.
- A háromváltozós, harmadfokú {\displaystyle X^{3}+Y^{3}+Z^{3}+XY^{2}+XYZ} polinom forma.
- Egy egyváltozós, elsőfokú polinom lineáris forma, mivel ezek a polinomok felfoghatók lineáris leképezésnek.
- Egy kétváltozós, elsőfokú polinom bilineáris forma.
- Egy {\displaystyle n} változós, elsőfokú polinom multilineáris forma. Ezek egy speciális osztálya alkotja a külső algebrát. A differenciálalgebrában ezeket általánosítjuk differenciálformákká.
- Egy {\displaystyle n} változós, másodfokú polinom kvadratikus forma. Ennek egy külön osztálya a binér kvadratikus formák, melyek kétváltozós, másodfokú polinomok.

A szeszkvilineáris formák ebben az értelmezésben nem formák.

## Fordítás
Ez a szócikk részben vagy egészben  a   Form (Algebra) című német Wikipédia-szócikk fordításán alapul.  Az eredeti cikk szerkesztőit annak laptörténete sorolja fel. Ez a jelzés csupán a megfogalmazás eredetét és a szerzői jogokat jelzi, nem szolgál a cikkben szereplő információk forrásmegjelöléseként.